# Íþróttabandalag Akraness
Íþróttabandalag Akraness, známý též pod zkráceným názvem ÍA Akranes, je islandský fotbalový klub z města Akranes založený roku 1946. Své domácí zápasy hraje na stadionu Akranesvöllur.
Osmnáctkrát se stal islandským mistrem (1951, 1953, 1954, 1957, 1958, 1960, 1970, 1974, 1975, 1977, 1983, 1984, 1992, 1993, 1994, 1995, 1996, 2001) a devětkrát vyhrál islandský fotbalový pohár (1978, 1982, 1983, 1984, 1986, 1993, 1996, 2000, 2003).